# 27 octobre 1995
Le 27 octobre 1995 est le 300e jour de l'année 1995 du calendrier grégorien. Il s'agit d'un vendredi.

## Cinéma
- Sortie du film Powder aux États-Unis[1]
- Sortie du film Copycat aux États-Unis[2]
- Sortie du film Un vampire à Brooklyn aux États-Unis[3]

## Jeux vidéo
- Sortie du jeu Panel de Pon sur Super Famicom[4]
- Sortie du jeu Batman Forever sur Mega Drive[5]

## Presse
- Fondation de l'éditeur de presse Stonebridge Press, aux États-Unis[6]

## Religion
- Inauguration de la Mosquée de Gökdepe, au Turkménistan[7]

## Décès
- André Berge, médecin, psychanalyste et homme de lettres français[8]
- Marta Colvin, sculptrice chilienne[9]
- Jacques Heurgon, universitaire français[10]
- Tiéoulé Mamadou Konaté, homme politique malien[11]
- Nelly Kristink, écrivain belge[12]